# パキスタンサッカー連盟
パキスタンサッカー連盟（パキスタンサッカーれんめい、英: Pakistan Football Federation）は、パキスタンのサッカー連盟である。略称はPFF。

## 概要
1947年に設立された。1948年に国際サッカー連盟(FIFA)に加盟。アジアサッカー連盟(AFC)創設(1954年5月8日)メンバーであり、創設と同時にAFC加盟。また、南アジアサッカー連盟には1997年の設立当初より加盟している。

## 主な組織チーム
- サッカーパキスタン代表
- サッカーパキスタン女子代表
- パキスタン・プレミアリーグ
- パキスタン・サッカーチャレンジカップ (国内カップ戦)
- イスラマバードサッカー協会 (イスラマバードのサッカー協会)